# 폴 카리야
폴 테츠히코 카리야(영어: Paul Tetsuhiko Kariya, 일본어: 狩谷 哲彦, かりや てつひこ 가리야 데쓰히코[*], 1974년 10월 16일 ~ )는 캐나다의 아이스하키 선수로 내셔널 하키 리그(NHL)에서 15시즌을 뛰었다. 상당히 빠른 공격을 구사하는 선수로 잘 알려져 있으며 NHL의 애너하임 덕스, 콜로라도 애벌랜치, 내슈빌 프레더터스, 세인트루이스 블루스에서 뛰었다.
캐나다 국가대표팀의 일원으로도 활약하여 1993년에 세계 주니어 선수권 대회에서 금메달을 획득하였으며 첫 성인 국제 대회인 아마추어 선수 신분으로 참가한 1994년 동계 올림픽에서는 은메달을 획득하였다. 8년 후에는 미국의 솔트레이크시티에서 열린 동계 올림픽에 참가하여 캐나다 대표팀의 금메달 획득에 기여하였다. 또 세계 아이스하키 선수권 대회에도 참가하여 1994년 대회와 1996년 대회에서 금메달과 은메달을 획득하였다.